# Bitka kod Zagreba (1556.)
Bitka kod Zagreba bila je bitka za obranu grada Zagreba od osmanskih osvajača koja se odigrala 13. kolovoza 1556. godine. Vođena je između Kraljevine Hrvatske i Osmanskog Carstva, a pobjedu su odnijeli Hrvati.

## Vojno-politička pozadina
Osmanska država silovito se je širila hrvatskim krajevima u 16. stoljeću. Stogodišnji hrvatsko-turski rat osobito je bio krvav u 16. stoljeću. Osmanska država bila je u naletu i hrvatske akcije svodile su se na zadržavanje i usporavanje osvajača. Osmansko širenje došlo je do Zagreba i zaprijetilo je golom opstanku Kraljevine Hrvatske. Srpnja 1556. probili su bojišnicu na Uni, čega je mjera bilo tadašnje osvajanje Kostajnice (izdajom, 17. srpnja). Time je pala velika prirodna zaprjeka i od tad osmanske postrojbe stalno prijete Zagrebu.
Na sjeveroistoku, u Ugarskoj, Ali-paša (budimski namjesnik Ali-beg) se s Derviš-begom iz Pečuha i inim sandžakbegovima utaborio 2. svibnja kod utvrde Sv. Lovre, nepuna dva kilometra od Sigeta. Nakon tri dana, poduzeli su opsadu Sigeta. Kod te prve osmanske opsade Sigeta 1556., branio ga je Marko Horvat Stančić. 19. srpnja Nikola IV. Zrinski i ugarski palatin Toma Nadasdy podsjeli su Bobovišče (Baboču) zajedno s austrijskim, štajerskim, bavarskim i mađarskim četama. Napadom Zrinskog i Nadasdyja na Bobovišće (Babócsa) i onemogućen je pad Sigeta pod osmansku vlast. Doznavši za opsadu Bobovišča (Babocse), Ali-paša ostavio je čete da nastave opsjedati Siget i sa svojim postrojbama odjahao ususret palatinu. Ali paša je potučen je u bitci na Rinji 22. – 23. srpnja. Nakon što je Ahmed-beg napustio Bobovišče, napadači su zapalili utvrdu. 30. srpnja Osmanlije su prekinule opsjedati Siget.
Prodor s ugarske strane ka Zagrebu i Varaždinu time je otpao. No zbog pada unske bojišnice, ostalo je otvoreno to krilo.
Zagreb je za onodobne okolnosti imao dobru obranu. Branilo ga je 100 njemačkih vojnika, 100 banskih haramija i veći broj konjanika. Snažna obrambena posada ipak ne bi bila dostatna u slučaju snažnijeg napada Turaka. S druge strane, osmanske su provale bile česte i stalne. Neprestano su provaljivali preko Kupe, pustošeći Turopolje i zagrebačku okolicu. Zagreb se je tada nalazio sjevernije od Save, podalje od obala.

## Bitka
U jednoj takvoj provali jedan turski odred 13. kolovoza 1556. prešao je Savu i došao do pod zagrebačkih zidina. Bilo je to prvi put da su osmanski napadači došli do Zagreba. Hrvatske snage predvođene Petrom Erdödyjm krenule su velikom silinom na napadače. Razvila se je žestoka bitka. Budući ban pobijedio je, izgubivši pritom desetak vojnika.

## Posljedice
Zagreb se je obranio no to je daleko bilo od konačne pobjede. Još su mnoge hrvatske tvrđave pale pod osmansku države, unatoč očajničkom otporu branitelja. Slobodni teritorij Hrvatske smanjio se je na njezine ostatke ostataka. 1590-ih Osmanlije su pošle u novi pohod na sjeverozapadu, a na putu im se je našao Sisak. Nekoliko su ga puta pokušali osvojiti, ali bezuspješno. Jedna od tih bitaka bila je presudna. Pobjeda 1593. preokrenula je tijek rata, hrvatske snage sve više prelaze iz obrane u napadne akcije. Konačni mir Zagrebu donio je tek pad turske Petrinje, nakon čega se osmanska vojska nikada više nije približila gradu i ozbiljnije ga ugrozila.